# 두근두근 방방
 두근두근 방방은 2018년 10월 1일부터 2019년 8월 21일까지 방송한 딩동댕 유치원의 인서트 프로그램이다.

## 개요
EBS 1TV에서 2018년 10월 1일부터 2019년 8월 21일까지 방영중인 딩동댕 유치원의 인서트 프로그램. 2018년 8월 27일부터 단행된 가을개편에서 "더 펀 딩동댕"이라는 가제로 발표되었다가 현재와 같은 이름으로 바뀌었다.

## 방송 시간
| 방송 채널 | 방송 기간                         | 방송 시간                                           |
| --------- | --------------------------------- | --------------------------------------------------- |
| EBS 1TV   | 2018년 10월 1일 ~ 2019년 5월 22일 | 매주 월요일 ~ 수요일 아침 8시 10분 ~ 8시 25분(15분) |
| EBS 1TV   | 2019년 5월 27일 ~ 2019년 8월 21일 | 매주 월요일 ~ 수요일 아침 8시 10분 ~ 8시 20분(10분) |

## 등장 인물
- 나라
- 호이
- 나두

## 코너
- 월요일: 나라의 <실험방>
- 화요일: 호이의 <요리방>
- 수요일: 나라+호이의 <동화방>